# 公寓春光
《公寓春光》（英語：The Apartment）是美國導演比利·懷德所執導的一部黑白爱情電影，由傑克·李蒙（Jack Lemmon）與莎莉·麥克琳（Shirley MacLaine）所主演。本片是继1959年比利·懷德执导的喜剧片《熱情如火》（Some Like It Hot）大获成功之后的又一部非常成功的作品。不仅是比利·懷德導演生涯的代表作之一，也被認為是美國電影史上相當重要的一部電影。

## 劇情
C.C.巴斯特（Calvin Clifford (C. C.) "Bud" Baxter，通稱巴德）是一名保险公司的员工，他单身租了一间公寓居住，隔壁邻居是對医生夫妇。他的几名上司不仅有家室，而且都有情妇，他们为了方便地与情妇幽会，便分别在不同时段借用巴德的公寓，而巴德得到的好处是能得到工作上的晋升机会。在他们借用的时间里，巴德则只能躲在外面。因此邻居常因听到巴德房里傳出的声音，而误以為巴德是个生活放纵之人。
一次在圣诞夜当晚，公司大老板薛德瑞克（Jeff D. Sheldrake）借用了他的公寓钥匙，并给了巴德两张演出的票，于是巴德邀公司裡的电梯小姐法蘭（Fran Kubelik）晚上跟他看演出，但她卻爽约了。不料当巴德带着在酒馆遇见的一个寂寞女人（她丈夫在古巴的监狱里羈押）半夜回到公寓时，他竟然发现法蘭躺在他的床上，而且吃了大量安眠药。于是他首先赶走了那个喝醉的妇人，紧急找来隔壁的医生为她抢救，最终使法蘭脱离生命危機。后来巴德知道法蘭是老板薛德瑞克的外遇對象且因而为情自杀（因为薛德瑞克要回家陪家人而没有过多陪她，之前法蘭也从公司的一个女秘书口中獲知薛德瑞克已经利用相同的谎言，说他会为她们而同自己的老婆离婚欺骗过好几个公司裡的年轻女员工），而且法蘭已經當了薛德瑞克的情妇數月。在法蘭在他的公寓康复的这段时间，巴德一方面防止她再次自杀，另一方面却顾及她与薛德瑞克之间的特殊关系，而不敢向她表达爱意。
由于巴德救了法蘭，因此他被薛德瑞克迅速擢升为经理。而那名向法蘭告密的女秘书（即薛德瑞克的前任情妇）立即被薛德瑞克解雇，不料薛德瑞克的老婆从被解雇的女秘书口中，获知了一切有关薛德瑞克与數名女职员有染的消息，于是薛德瑞克与老婆立即陷入离婚的地步。
除夕当天，薛德瑞克对巴德说他與法蘭要使用巴德的公寓幽會。听到之后巴德拒绝（他认为薛德瑞克欺骗女人感情的做法很无耻，自己采取这种手段获得升迁也很不光明，更重要的是他喜欢法蘭）并辞职离开了公司，並回到公寓里准备收拾东西搬走。
除夕当晚，当法蘭听到薛德瑞克说巴德已经辞职，并将要离开这个地方的消息後，她趁薛德瑞克不注意之际溜走，并立即赶往巴德的公寓找他。因为她已经明白巴德才是值得自己爱的人，巴德也对她道出了他的真爱表白。

## 角色
- 傑克·李蒙 飾演 C.C. "巴德 "巴斯特
- 莎莉·麥克琳 飾演法兰·库柏利克
- 佛萊德·麦莫瑞 飾演傑夫·D·薛德瑞克
- 雷·沃斯顿 飾演乔·多比許
- 杰克·克鲁申 飾演德瑞佛斯醫生
- 大卫·路易斯 飾演阿尔·柯克比
- 霍普·哈勒迪 飾演玛吉·麦克杜格尔夫人
- 琼·蕭利 飾演西维亞
- 娜歐蜜·史蒂文斯 飾演米德瑞·德瑞佛斯夫人
- 强尼·賽文 飾演卡尔·马图斯卡
- 乔伊斯·詹姆森 飾演酒吧的金髮女郎
- 威拉德·沃特曼 飾演范德霍夫先生
- 大卫·怀特 飾演艾凱伯格先生
- 艾蒂·亚当斯 饰演歐森小姐

## 獲獎
- 第33届奧斯卡（10提5中）
  - 最佳影片
  - 最佳導演
  - 最佳美術設計
  - 最佳剪輯
  - 最佳原創劇本
  - 另外五个提名分别为最佳男主角，最佳女主角，最佳男配角（Jack Kruschen），最佳摄影（Joseph LaShelle）以及最佳混音（Gordon E. Sawyer）

## 評價
纽约时报的影评人Bosley Crowther很喜欢這部片，称之為一部欢乐的，温柔的甚至富有情感的电影（"A gleeful, tender, and even sentimental film."）；芝加哥太阳报的影评人Roger Ebert和 ReelViews影评人James Berardinelli 都称赞它，并给了四星（满分五星），而且Ebert还把它列入他的"Great Movies"之列；在烂番茄网，根据43个评论显示，它获得了91%新鲜度的高分。

## 外部連結
- 互联网电影数据库（IMDb）上《The Apartment》的资料（英文）
- 爛番茄上《The Apartment》的資料（英文）
- 豆瓣电影上《The Apartment》的資料 （简体中文）
- AllMovie上《The Apartment》的资料（英文）
- TCM电影资料库上《The Apartment》的资料（英文）

| 獎項              | 獎項                    | 獎項                  |
| ----------------- | ----------------------- | --------------------- |
| 上一届： 《賓漢》 | 奧斯卡最佳影片獎 1960年 | 下一届： 《西城故事》 |